# Enrico Di Brocchetti
Pour les articles homonymes, voir Di Brocchetti.
Enrico Di Brocchetti, baron (Naples, 8 novembre 1817 - Torre del Greco, 18 novembre 1885), était un amiral et homme politique italien, sénateur du royaume d'Italie dans la XIIe législature, il a été ministre de la Marine dans le gouvernement Cairoli I.

## Biographie
Enrico Di Brocchetti est né à Naples le 8 novembre 1817, fils du baron Giuseppe, et de Mme Elisabetta Baccuet. Le 3 septembre 1827, à l'âge de dix ans, il est admis au prestigieux premier collège de l'Académie navale de Naples, dont il sort le 9 août 1834 avec le grade de garde-marine (guardiamarina). Quatre ans plus tard, le 13 février 1838, il devient brigadier-garde-marine (brigadiere guardiamarina).
Dès sa première nomination, il est destiné à servir dans le Corps royal d'artillerie de marine, où il passe la première partie de sa carrière dans la Marine royale du royaume des Deux-Siciles. Le 24 octobre 1840, il devient enseigne de vaisseau (Alfiere di vascello) et lieutenant de vaisseau (tenente di vascello) le 11 mai 1848; il participe à la première guerre d'indépendance italienne. Le 8 avril 1857, il est promu capitaine de frégate (capitano di fregata) et deux ans plus tard, il prend le commandement de la frégate Ettore Fieramosca pour escorter, via Cadix, la corvette Stromboli qui transporte Silvio Spaventa, Luigi Settembrini, Carlo Poerio et d'autres politiciens condamnés exilés en Amérique. Cette mission lui vaut les éloges de la Couronne des Bourbons.
Par la volonté du roi, en avril 1859, il entre au Conseil de la guerre et de la marine des Deux-Siciles (13 avril-24 mai 1859, et 16 juin-20 juillet 1859) pour prendre, en septembre de la même année, l'important poste de sous-inspecteur des armements. En mai de l'année suivante, il prend le commandement de l'École navale et, en août, il est promu général de brigade (brigadier generale) et prend le commandement d'une frégate, avant d'être à nouveau affecté au secteur de l'armement et de reprendre finalement le commandement de l'École navale.
Entre-temps, Giuseppe Garibaldi est arrivé à Naples et bon nombre d'officiers, tant de l'armée de terre (esercito) que de la marine, dont lui-même, décident de se rallier à la cause nationale en entrant au service du dictateur (au sens romain du terme) (voir Dictature de Garibaldi). Il est promu capitaine de vaisseau (capitano di vascello) de première classe le 18 octobre 1860, bien qu'au mois de novembre suivant, un décret de Camillo Benso, comte de Cavour, annule la mesure adoptée par Garibaldi. En avril 1861, avec la constitution définitive de la Regia Marina, il est à nouveau promu capitaine de vaisseau (capitano di vascello) de première classe et reçoit le titre de chevalier de l'ordre des Saints-Maurice-et-Lazare,. Commandant du Collège de la Marine (5 octobre 1860-16 mai 1861), il est ensuite nommé chef d'état-major du département maritime sud à Naples, entrecoupé par le commandement des frégates Garibaldi, Maria Adelaide et la frégate cuirassé San Martino, puis, du 15 février au 30 octobre 1864, il est commandant de la Regia Scuola di Marina à Gênes. Sa carrière, dans une marine où les controverses régionalistes sont nombreuses, est régulière et marquée par des promotions et des affectations prestigieuses. Ces affectations techniques ne le mettent pas en contact avec le monde politique, mais font de lui l'un des hommes les plus importants de la Regia Marina.
L'année suivante, il est nommé contre-amiral (contrammiraglio), membre du Conseil de l'Amirauté (20 novembre 1865-3 mai 1866), l'organe technique au sein duquel sont discutées les principales questions concernant la flotte, et chef d'état-major de l'escadre d'évolution. À l'approche du déclenchement de la troisième guerre d'indépendance italienne, le 16 mai 1866, il prend la direction générale du service militaire au ministère de la Marine, se faisant particulièrement remarquer pour devenir pratiquement sous-secrétaire et conseiller technique du ministre de la Marine de l'époque, Agostino Depretis. Il joue un certain rôle de conseiller militaire dans les semaines qui précèdent la bataille de Lissa, et lorsqu'en mai 1866 il reçoit des plaintes de l'amiral Giovanni Vacca à propos de certaines instructions données par l'amiral piémontais Carlo Pellion di Persano, il décide de ne pas intercéder pour Vacca auprès du ministre Depretis, malgré l'amitié personnelle qui le lie à l'ancien officier des Bourbons. Après le résultat négatif de la bataille de Lissa, il a personnellement défendu l'honneur de la marine, et à propos du rapport qu'il a signé, publié dans le Journal officiel du 2 août 1866, il a déclaré: "on ne peut pas dire que l'armée ait remporté une victoire, puisqu'elle n'a pas pris possession de Lissa et n'a pas détruit l'escadre ennemie, mais il est certain que l'ennemi n'a pas remporté de victoire et il est également certain que la bataille de Lissa restera toujours dans la mémoire de la marine italienne avec un grand honneur. ..." . Il est président de la Commission administrative maritime des provinces vénitiennes du 10 octobre 1866 au 24 février 1867.
Entre 1867 et 1874, sa carrière se poursuit brillamment. Pendant environ deux ans, il est membre du Conseil supérieur de la marine (Consiglio superiore della Marina) (6 janvier 1868-31 janvier 1870), l'organe de supervision des choix techniques et stratégiques mis en place après la campagne négative de 1866 par le ministre Depretis. En 1870, il prend le commandement du troisième département maritime de Venise et trois ans plus tard, promu vice-amiral (viceammiraglio), il devient commandant de l'escadre permanente de la flotte militaire italienne. Levant ses insignes sur le cuirassé Roma, il part en août 1873 de Cagliari avec son escadre pour rejoindre Carthagène, en Espagne, ville alors ravagée par un soulèvement anti-républicain et où les insurgés, qui s'étaient emparés de quelques cuirassés à l'ancre dans le port, pouvaient représenter une menace pour la navigation en Méditerranée occidentale.
Pour son comportement dans le commandement de l'escadron permanent et dans l'affaire de Carthagène, il est nommé sénateur du royaume le 15 novembre 1874, puis aide de camp honoraire du roi en 1876. En tant que militaire "technique", il est peu présent dans la vie du Sénat du royaume d'Italie, conservant, jusqu'à la "révolution parlementaire" de mars 1876, un comportement fermement pro-gouvernemental, soutenant fidèlement le président du Conseil Marco Minghetti et le ministre de la Marine Simone Pacoret de Saint-Bon.
Après avoir quitté le commandement de l'escadre permanente, il prend le commandement du deuxième département maritime de Naples, et en 1876 il assume la présidence du Conseil supérieur de la marine (6 janvier 1868-31 janvier 1870). Dans cette position, il s'efforce de faciliter les programmes et les lois navales du ministre. En 1877, il fait rapport au conseil sur l'armement nécessaire pour le nouveau cuirassé Italia, sur le calibre des canons et sur la construction des cuirassés Caio Duilio et Enrico Dandolo, considérés comme les premiers "grands navires" italiens. En mars 1878, pendant la difficile crise politique du cabinet dirigé par Depretis, il est nommé ministre de la Marine dans le nouveau premier gouvernement de Benedetto Cairoli. Dans les jours précédant la composition définitive du nouveau cabinet, les candidats les plus probables pour occuper le ministère étaient Benedetto Brin ou le contre-amiral Federico Martini, et son choix était certainement favorisé par la Couronne, intéressée à avoir, dans les trois départements clés d'un gouvernement considéré comme résolument de gauche, des hommes de confiance. Quelques jours après son entrée en fonction, il présente une série de projets de loi, dont un pour la réorganisation du personnel de la Regia Marina et un autre pour la mise en ordre des arsenaux de la Regia Marina. De ces deux projets de loi, seul le premier est approuvé. 
Il reste à la tête du département pour une courte période, du 24 mars au 24 octobre 1878, qui ne lui permet pas d'imprimer sa marque personnelle, mais il confie à Benedetto Brin et Felice Mattei une mission d'exploration de l'état de la flotte en France et en Grande-Bretagne. Avec les deux autres collègues représentant la droite dans le cabinet, Luigi Corti, ministre des Affaires étrangères, et Giovanni Bruzzo, ministre de la Guerre, il démissionne le lendemain du discours de Cairoli à Pavie, le 15 novembre 1878, parce que le Premier ministre a défini les dépenses militaires comme improductives et parce qu'il est convaincu que la liberté d'association et de réunion accordée par le gouvernement pourrait finir par nuire à la discipline militaire.
La fin de son expérience politique et ministérielle coïncide également avec celle de sa carrière militaire, puisque, quelques mois plus tard, en 1879, il demande lui-même à être mis à la retraite.
Membre de la Commission d'enquête sur la marine marchande (8 avril 1881-25 septembre 1882), il meurt à Torre del Greco le 18 novembre 1885.

## Décorations militaires

### Décorations italiennes
- Médaille d'argent de la valeur militaire
- Chevalier grand-croix de l'ordre des Saints-Maurice-et-Lazare - 18 juillet 1878
- Grand officier de l'ordre de la Couronne d'Italie - 15 janvier 1872
- Médaille commémorant les campagnes des guerres d'indépendance
- Médaille commémorative de l'Unité italienne

### Décorations étrangères
- Officier de l'ordre national de la Légion d'honneur (France) - 4 décembre 1849
- Grand-croix de l'ordre d'Isabelle la Catholique (Espagne) - 2 juin 1871
- Chevalier grand-croix de l'ordre militaire de Saint-Benoît d’Aviz (Portugal)
- Chevalier grand-croix de l'ordre de Saint-Grégoire-le-Grand (Vatican) - 18 juillet 1878

## Source
- (it) Cet article est partiellement ou en totalité issu de l’article de Wikipédia en italien intitulé « Enrico Di Brocchetti » (voir la liste des auteurs).